# Silene involucrata
Silene involucrata là loài thực vật có hoa thuộc họ Cẩm chướng. Loài này được (Cham. & Schltdl.) Bocquet miêu tả khoa học đầu tiên năm 1967.